# Brodowa Góra
Brodowa Góra – kolonia wsi Budy w Polsce, położona w województwie świętokrzyskim, w powiecie staszowskim, w gminie Bogoria. Miejscowość należy do parafii Olbierzowice.
W latach 1975–1998 Brodowa Góra administracyjnie należała do województwa tarnobrzeskiego.
W 1880 r. w miejscowości znajdował się folwark liczący dwa domy i 6 mieszkańców. Do folwarku należało 60 mórg ziemi. Folwark należał wówczas do gminy Górki w powiecie sandomierskim w Guberni radomskiej. 